# Braden Currie
Braden Currie (Methven, 30 de mayo de 1986) es un deportista neozelandés que compite en triatlón.
Ganó dos medallas de bronce en el Campeonato Mundial de Triatlón Campo a Través, en los años 2014 y 2016. Además, obtuvo una medalla de plata en el Campeonato Mundial de Xterra Triatlón de 2015, y una medalla de bronce en el Campeonato Mundial de Ironman de 2021.

## Palmarés internacional
| Campeonato Mundial | Campeonato Mundial         | Campeonato Mundial | Campeonato Mundial |
| Año                | Lugar                      | Medalla            | Prueba             |
| ------------------ | -------------------------- | ------------------ | ------------------ |
| 2014               | Zittau (Alemania)          | Medalla de bronce  | Individual         |
| 2016               | Snowy Mountain (Australia) | Medalla de bronce  | Individual         |

| Campeonato Mundial | Campeonato Mundial    | Campeonato Mundial | Campeonato Mundial |
| Año                | Lugar                 | Medalla            | Prueba             |
| ------------------ | --------------------- | ------------------ | ------------------ |
| 2015               | Maui (Estados Unidos) | Medalla de plata   | Individual         |

| Campeonato Mundial | Campeonato Mundial          | Campeonato Mundial | Campeonato Mundial |
| Año                | Lugar                       | Medalla            | Prueba             |
| ------------------ | --------------------------- | ------------------ | ------------------ |
| 2021               | St. George (Estados Unidos) | Medalla de bronce  | Individual         |